# Lijst van voetbalinterlands Marokko - Servië
Deze lijst van voetbalinterlands is een overzicht van alle officiële voetbalwedstrijden tussen de nationale teams van Marokko en Servië. De landen speelden tot op heden een keer tegen elkaar. Dat was een vriendschappelijke wedstrijd op 23 maart 2018 in Turijn (Italië).

## Wedstrijden
| № | Plaats | Datum         | Competitie        | Wedstrijd        | Uitslag |
| - | ------ | ------------- | ----------------- | ---------------- | ------- |
| 1 | Turijn | 23 maart 2018 | Vriendschappelijk | Servië − Marokko | 1 − 2   |

## Samenvatting
| Competitie        | Totaal gespeeld | Winst Marokko | Gelijk | Winst Servië | Doelsaldo Marokko – Servië |
| ----------------- | --------------- | ------------- | ------ | ------------ | -------------------------- |
| Vriendschappelijk | 1               | 1             | 0      | 0            | 2 − 1                      |
| Totaal            | 1               | 1             | 0      | 0            | 2 − 1                      |

## Details

### Eerste ontmoeting
| Vriendschappelijk (Turijn, Italië, 23 maart 2018): |       |                 |
| Marokko                                            | 2 – 1 | Servië          |
| Hakim Ziyech 29' (pen.) Khalid Boutaïb 40'         | goals | 37' Dušan Tadić |